# Beatriz Hernanz
 (avril 2017).
Si vous disposez d'ouvrages ou d'articles de référence ou si vous connaissez des sites web de qualité traitant du thème abordé ici, merci de compléter l'article en donnant les références utiles à sa vérifiabilité et en les liant à la section « Notes et références ».
Beatriz Hernanz, née à Pontevedra en 1963, est une poète et critique littéraire espagnole.

## Biographie
Docteur en philologie espagnole de l'Université complutense de Madrid, elle a combiné l'enseignement et le travail critique, à la gestion culturelle et éducative, ainsi que la création littéraire.
Elle a enseigné dans plusieurs universités britanniques et américaines et a été directrice académique de l’ESADT à l'Université du Kent. En tant que responsable culturelle, entre autres postes de gestion culturelle avec l'Amérique latine, ainsi que directrice  de la culture de l'Instituto Cervantes, et actuellement  elle est directrice de l'Institut Cervantes à Palerme, en Italie,.

## Publications
En tant que poète, elle a publié :
- La lealtad del espejo (Prix Barcarola Poésie, Albacete, 1993, préface de Francisco Umbral)
- La vigilia del tiempo (Accessit du Prix Adonais, Madrid, Rialp, 1996)
- La epopeya del laberinto (Palma de Majorque, Calima, 2001)
- La piel de las palabras (Palma de Majorque, Calima, 2005. Préface de José Manuel Caballero Bonald).
- Los volcanes sin sueño (poème préliminaire par Rafael Cadenas, Madrid, Polibea, collection Los conjurados, 2011)
- A pelegrina do vento (Toledo, Lastura, 2013). (Anthologie de la poésie en Galice).
- Habitarás la luz que te cobija (Oviedo, Ars poética, 2017. Préface de Jorge Edwards )[5]